# Shinjuku (Shinjuku)

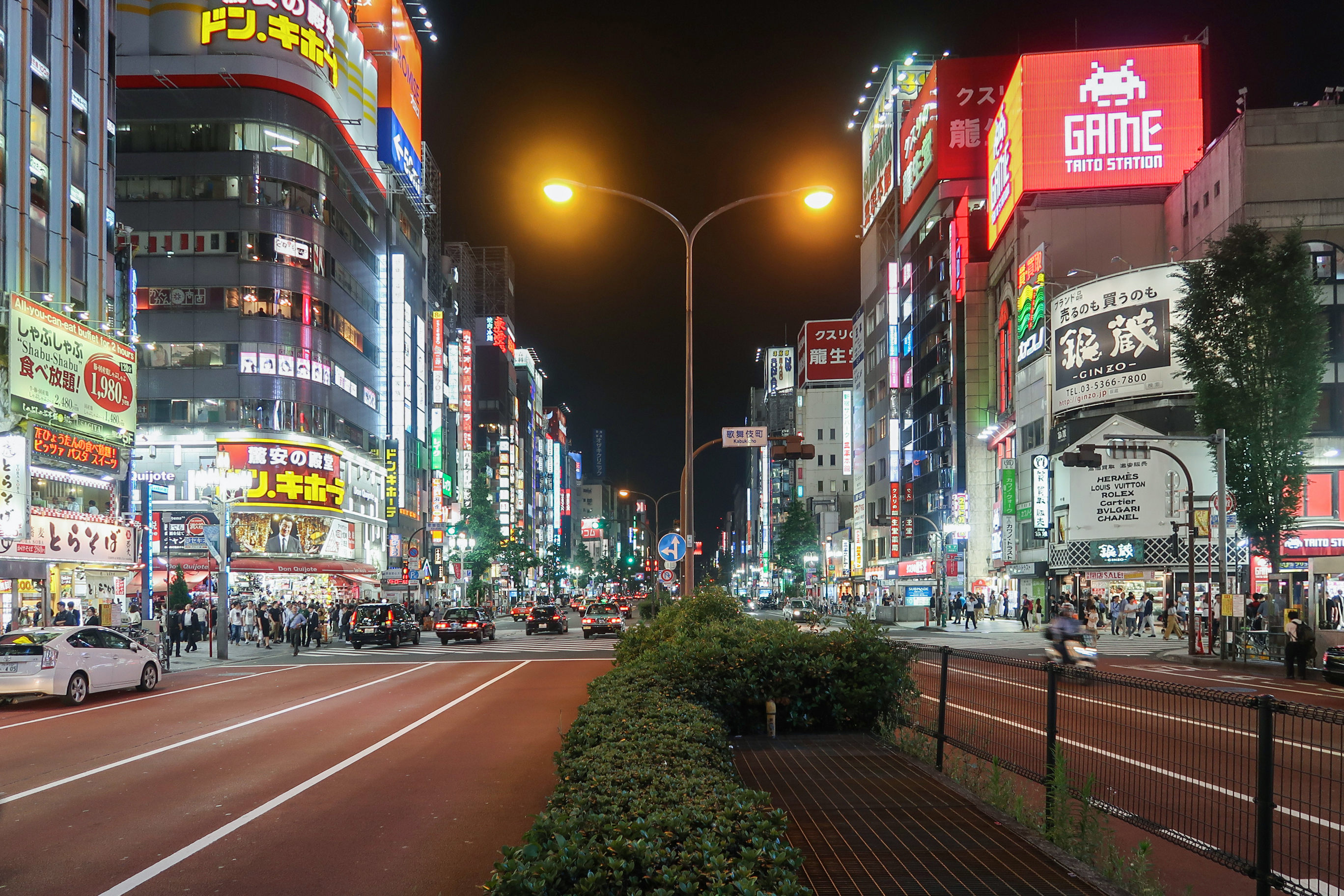
Der Yasukuni-dōri bei Nacht

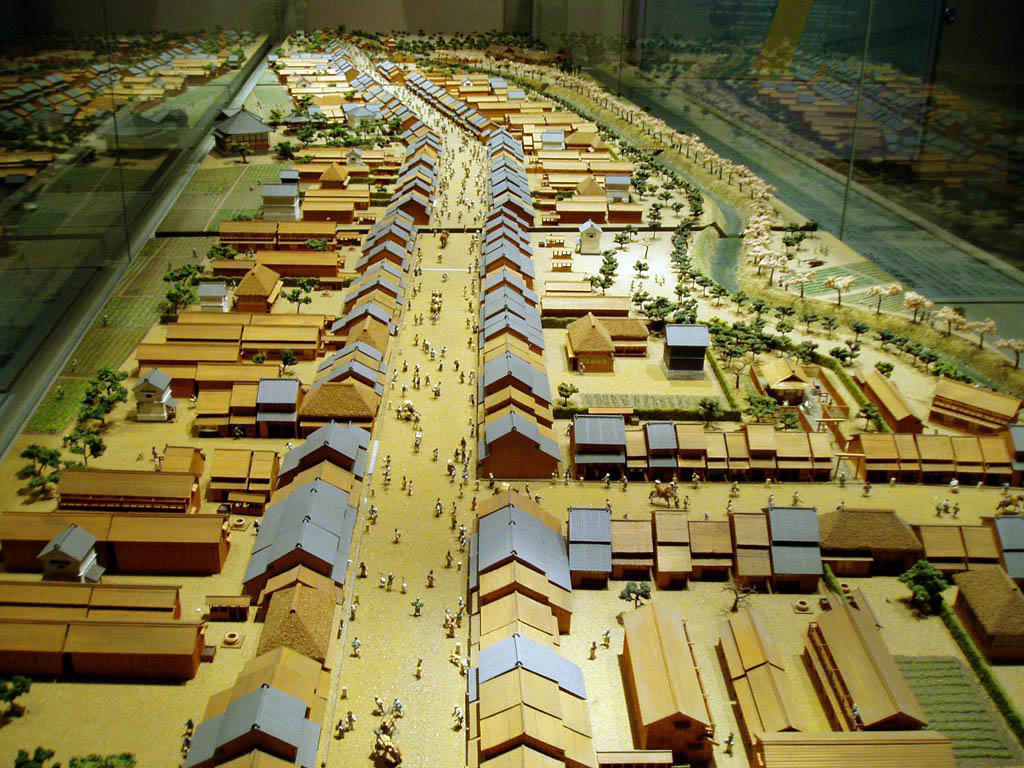
Modell der Naitō-Shinjuku im Museum zur Geschichte Shinjukus (Shinjuku rekishi hakubutsukan)

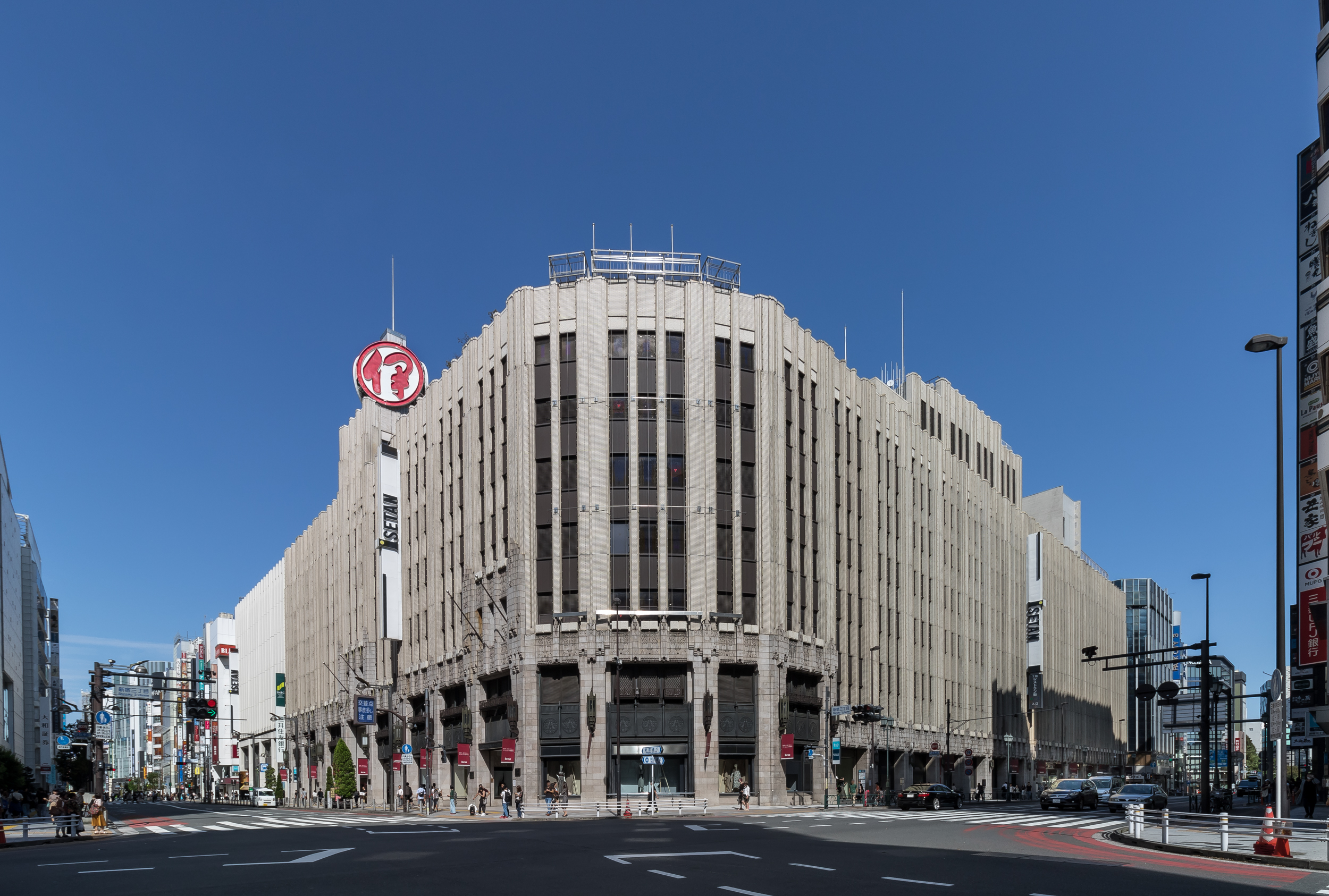
Hauptkaufhaus von Isetan in Shinjuku 3-chōme

Shinjuku (jap. 新宿) ist ein Stadtteil des Bezirks Shinjuku der japanischen Präfektur Tokio. Er befindet sich im westlichen Zentrum Tokios auf der Ostseite des Bahnhofs Shinjuku. Shinjuku besteht aus sieben nummerierten Vierteln (chōme), in denen vor allem im Westen überwiegend Geschäfte, Bürogebäude und öffentliche Einrichtungen liegen. Im April 2025 hatte Shinjuku laut Meldestatistik 19.265 Einwohner in 14.345 Haushalten.

## Geographie
Am Westrand von Shinjuku liegt der Bahnhof, westlich davon liegen die Wolkenkratzer von Nishi-Shinjuku. Östlich des Bahnhofs trennt der Yasukuni-dōri Shinjuku von Kabukichō im Norden. Weiter östlich liegen auf der Nordseite des Yasukuni-dōri Shinjuku 5-, 6- und 7-chōme, wo rund zwei Drittel der Einwohner des Stadtteils wohnen und unter anderem der Hanazono-Schrein liegt. Angrenzende Stadtteile sind hier Ōkubo im Nordwesten, Toyama im Norden sowie Wakamatsuchō, Yochōmachi und Tomihisachō im Osten. Der östlichste Teil Shinjukus ist 1-chōme, das im Norden wieder durch den Yasukuni-dōri, im Süden durch den Shinjuku Gyoen (Stadtteilname Naitōmachi) begrenzt wird; östlich befindet sich Yotsuya. Westlich von 1-chōme liegt Shinjuku 2-chōme, das auch als Amüsierviertel für Schwule bekannt ist. Direkt am Bahnhof liegen Shinjuku 3- und 4-chōme, das im Süden an Sendagaya grenzt.

## Geschichte
Namensgebend für Shinjuku war eine um 1698 eingerichtete Poststation am Kōshū-kaidō, der von Edo in die Provinz Kai führte. Wegen der Residenz des Naitō-Klans aus der Provinz Shinano erhielt die Station den Namen „Neue Station Naitō“ (Naitō-Shinjuku). Sie lag entlang der Straße parallel zum heutigen Gebiet des Shinjuku Gyoen (Naitōmachi).
Bei der Einrichtung moderner Gebietskörperschaften entstand hier 1889 die Stadt (machi) Naitō-Shinjuku, die 1920 in die Stadt Tokio eingemeindet wurde. Nach der Auflösung der Stadt Tokio wurde 1947 der Bezirk Shinjuku in seiner heutigen Form eingerichtet. Der Stadtteil Shinjuku erhielt seine heutigen Grenzen in den 1970er Jahren.
Die rasche Entwicklung Shinjukus zu einem der Zentren Tokios begann mit der Eröffnung des Bahnhofs Shinjuku 1885. Vor allem während des raschen Wachstums Tokios in der ersten Hälfte des 20. Jahrhunderts eröffneten große Geschäfte und Kaufhäuser in der Nähe des Bahnhofs.